# Fonticulida
Classe
Ordre
Familles de rang inférieur
- Parvulariidae[1]
- Fonticulidae

Fonticulida est un ordre d'holomycètes du règne des Nucleariae. Ce sont des organismes amiboïdes à partir desquelles s'étendent les filopodes. 
Cet ordre comprend les genres :
- Fonticula, une moisissure visqueuse qui se forme à partir d'amas cellulaires ou pseudoplasmodes, une caractéristique unique parmi les opisthoconthes ;
- Parvularia, une amibe parasitaire aux caractéristiques similaires aux Nucleariida et qui pourrait représenter le maillon intermédiaire dans l'évolution de Fonticula.

Initialement, Fonticulida était monotypique, ne comprenant que l’espèce Fonticula alba, jusqu'à la découverte de Parvularia en 2017, qui se positionne en groupe frère de Fonticula.
Fonticulida et Nucleariida constituent le clade des Nucleariae ou Cristidiscoidea, qui est le groupe frère groupe des champignons (Fungi au sens large).